# Искусство — это бизнес
Иску́сство — это́ би́знес (англ. Art is a Business) — концептуальный проект художника Алексея Парыгина, реализованный им в основном объёме с 2000 по 2017 годы.

## Проект

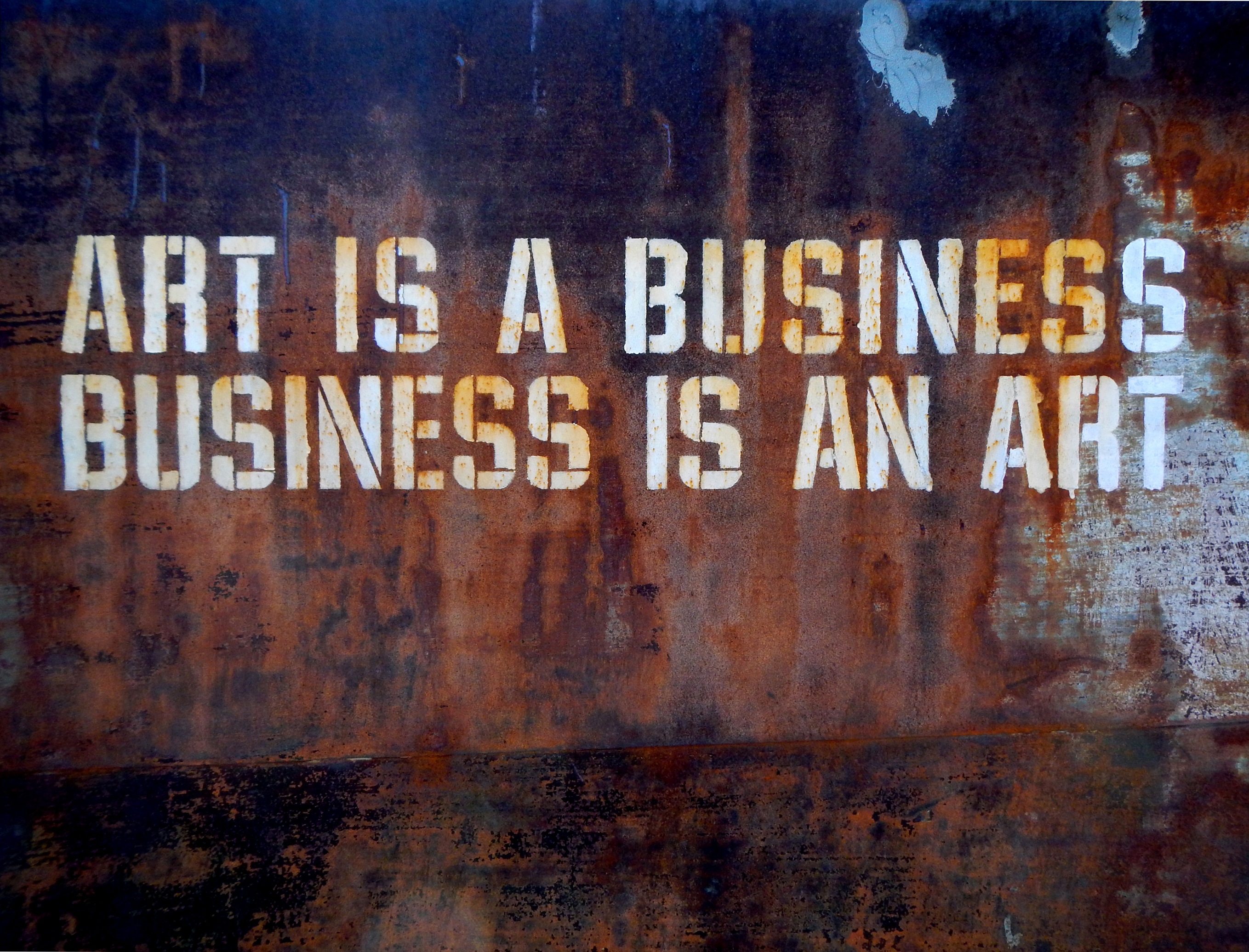
Art is a Business. Граффити на крыше дома. СПб. 2015

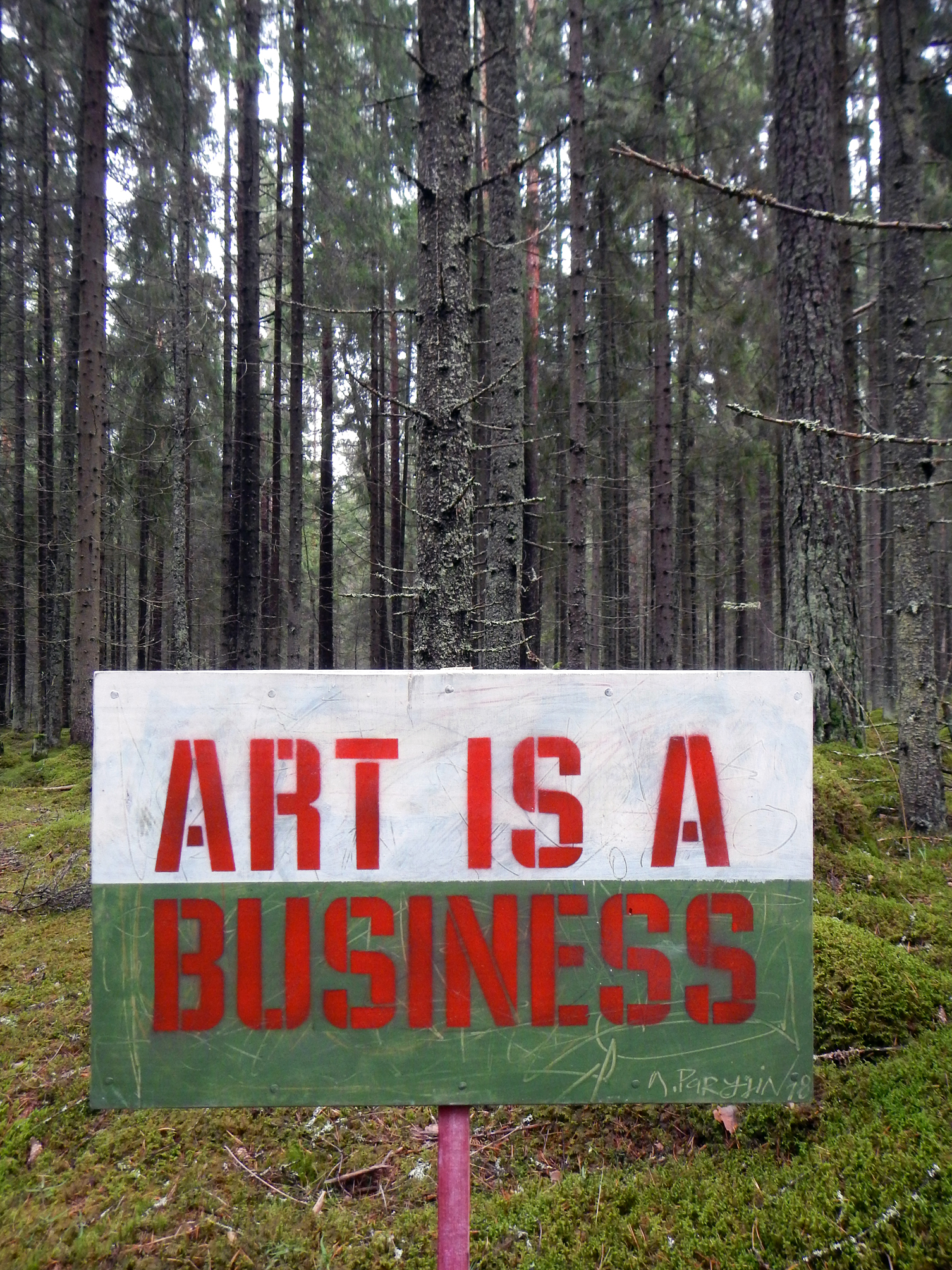
Art is a Business. Карельский лес. 2015

Проект «Искусство — это бизнес» стал логическим продолжением авторской темы — «Созерцание денег», трансформировавшийся впоследствии и получивший дальнейшее развитие в концептуальных работах художника: «Искусство в лесу» и «Постурбанизм».
Изначальное название «Искусство — это бизнес / Бизнес — это искусство» сформулированное в 2000 году, впоследствии сократилось до более лаконичного. Основой проекта стал перформанс «312/20», впервые публично показанный художником 21 января 2001 года в программе перформансов на ежегодно проходившем в 1990—2000-е годы «Фестивале Петербург», ЦВЗ Манеж (СПб).
В аутентичном варианте текст к перформансу «312/20», распевно исполняемый в течение двадцати минут на два голоса (высокий женский и низкий мужской), состоит из трехсот двенадцати ритмически повторяющихся строф, которые в процессе озвучивания превращаются в закольцованную дадаистскую мантру.
Сценография процесса выглядела так: я и моя партнерша по представлению <…> находились друг напротив друга на расстоянии примерно трёх метров. В процессе чтения текста мы стояли с поднятыми и чуть разведёнными в стороны прямыми руками (ладонями наружу), постепенно поднимая их вверх, в стилизованном жесте традиционной заступнической молитвы, иконографически отсылающем к классическому образу Одигитрии. Ровно посередине, между нами, дымился фимиам в виде пучка индийских палочек. Белёсая струйка сладковатого дыма медленно тянулась к потолку Манежа, подчеркивая сакральность многократно повторяемой двухголосой осанны: Искусство — это Бизнес; Бизнес — это Искусство. Искусство — это бизнес; Бизнес — это Искусство. Искусство — это Бизнес; Бизнес — это Искусство. Искусство — это Бизнес; Бизнес — это Искусство. Искусство — это Бизнес; Бизнес — это Искусство. Искусство — это Бизнес; Бизнес — это Искусство. Искусство — это бизнес; Бизнес — это Искусство. Искусство — это Бизнес; Бизнес — это Искусство. Искусство — это Бизнес; Бизнес — это Искусство. Искусство — это Бизнес; Бизнес — это Искусство…
Коммерческая целесообразность — бог и основной двигатель для продвижения художника и его искусства. При этом самодостаточность маркетинговых стратегий усиливается пропорционально осознанию исчерпанности языковых возможностей искусства. Логичная монотонно повторяемая формула обессмысливается, постепенно становясь набором звуков, лишаясь какой-либо конкретной умозрительной нагрузки. Таким образом, вербальный лейтмотив изменяет изначально заявленную как данность смысловую наполненность представления (действия). Место лозунга и марша занимает психоделический рэп. Искусство — это бизнес, но становясь утилитарным и плоским, коммерческим и прикладным оно способно, как саморазрушающий себя огнём феникс восстать из пепла, переплавиться и переродиться в нечто совершенно иное, наполненное новой живой энергией.

## Влияние

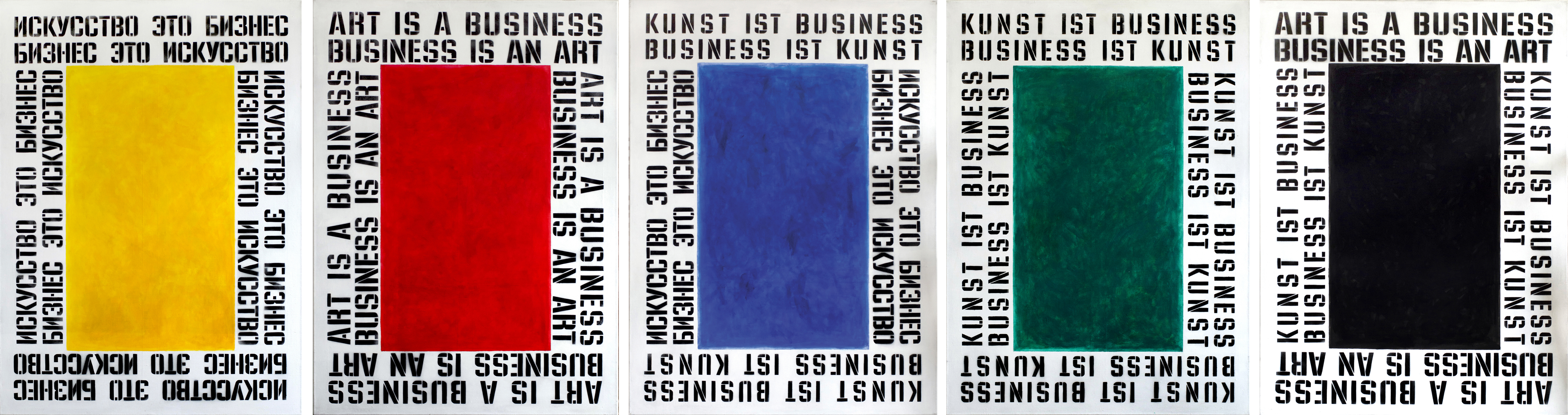
Art is a Business/ Business ist Kunst. 2015

Перформанс провоцировал обывателя на попытку размышление о том, чем на самом деле является искусство в современном социуме. Основная функция искусства в наше время вовсе не повествовательная, не поучающая и наставляющая, даже не декоративно-прикладная и, конечно, не мессианская, но — инвестиционная (спекулятивная). Искусство, в первую очередь, — продукт и лакшери товар, такой же, как яхты, спортивные машины, острова в океане и прочие иллюзии. По данным статистики, в 2014 году продажи на мировом арт-рынке достигли пятидесяти трёх миллиардов долларов, что является абсолютным рекордом за всю его историю. Коммерческий успех — бог и основной двигатель для продвижения художника и его работ. При этом самодостаточность коммерческой навигации постоянно усиливается.

## Основные работы
- Art is a Business/ Business ist Kunst. 2015, Пять композиций, 150 × 120 см (каждая), холст на подрамнике, акрил, смешанная техника.
- Перформанс 312/20. 2001.

### Книга художника
- Парыгин А. Б. Solar System Art. — Санкт-Петербург, 2015. — 12 с. Тираж — 8 нумерованных и подписанных автором экз.[6]
- Парыгин А. Б. Искусство это Бизнес / Business is an Art. — Санкт-Петербург, 2015. — 12 с. Тираж — 6 нумерованных и подписанных автором экз.[7]
- Парыгин А. Б. ИББИ. — Санкт-Петербург, 2015. — 12 с. Тираж — 6 нумерованных и подписанных автором экз.
- Парыгин А. Б. Искусство это бизнес. Бизнес это искусство. — Санкт-Петербург, 2001. — 6 с. Тираж — 50 нумерованных и подписанных автором экз.[8][9][10][11][12]
- Парыгин А. Б. 312/20 (Искусство это бизнес. Бизнес это искусство). — Санкт-Петербург, 2000. — 12 с. Тираж — 25 нумерованных и подписанных автором экз.[13]

Отдельные экземпляры книг есть в следующих коллекциях: Музей ван Аббе (Эйндховен), Государственный музей В. В. Маяковского (Москва), Российская государственная библиотека (Москва), Российская государственная библиотека искусств (Москва), Латвийский национальный художественный музей (Рига), Музей Анны Ахматовой в Фонтанном доме (Санкт-Петербург), Научная библиотека Российской академии художеств (Санкт-Петербург), Всероссийская государственная библиотека иностранной литературы имени М. И. Рудомино/ Центр редкой книги и коллекций «Вселенная Гутенберга» (Москва), Музей «Книга художника» (Москва).

Особую выразительность своим книгам Парыгин придаёт именно через изобразительный язык, добиваясь этого композиционной организацией и структурой используемых элементов. В «Искусство — это бизнес» Парыгин использует только два элемента <…>. Первый — фраза «Искусство — это бизнес», которая сразу же превращается в «Бизнес — это искусство». Две группы организованы так, чтобы располагаться на белой бумаге точно по центру, как бетонный блок. Несколько позже Парыгин развил эту мысль и заполнил целую страницу цепочкой подобных высказываний. Второй элемент — монета (в данном случае 100-рублевая), которую он приклеил к первой странице, её можно увидеть через дырку в обложке. Эти два простых приёма придают книге характер документальности…
Оригинальный текст (нем.)Durch die visuelle Sprache gibt Parygin seinen Büchern eine besondere Ausdrucks¬kraft und diese erreicht er dadurch, dass er die Zusammensetzung und Struktur der verwendeten Elemente organisiert. In „Kunst ist Geschäft“ verwendet Parygin zwei Elemente <...>. Das erste Element ist der Satz „Kunst ist Geschäft“, der sofort umgedreht wird zu „Geschäft ist Kunst“. Beide Sätze wurden so organisiert, dass sie zentral auf der weißen Seite wie ein Block aus Be¬ton positioniert sind. Später ent-wickelte Parygin diese Idee weiter und füllte eine ganze Seite mit einer Kette aus diesen Sätzen. Das zwei¬te Element ist die Münze (in diesem Fall ein 100 Rubelstück), die er auf der ersten Seite festklebte und die durch das Loch im Umschlag zu se¬hen ist. Das Buch erhält durch diese zwei einfachen Eingriffe den Cha¬rakter einer Dokumentation...

## Фотодокументация

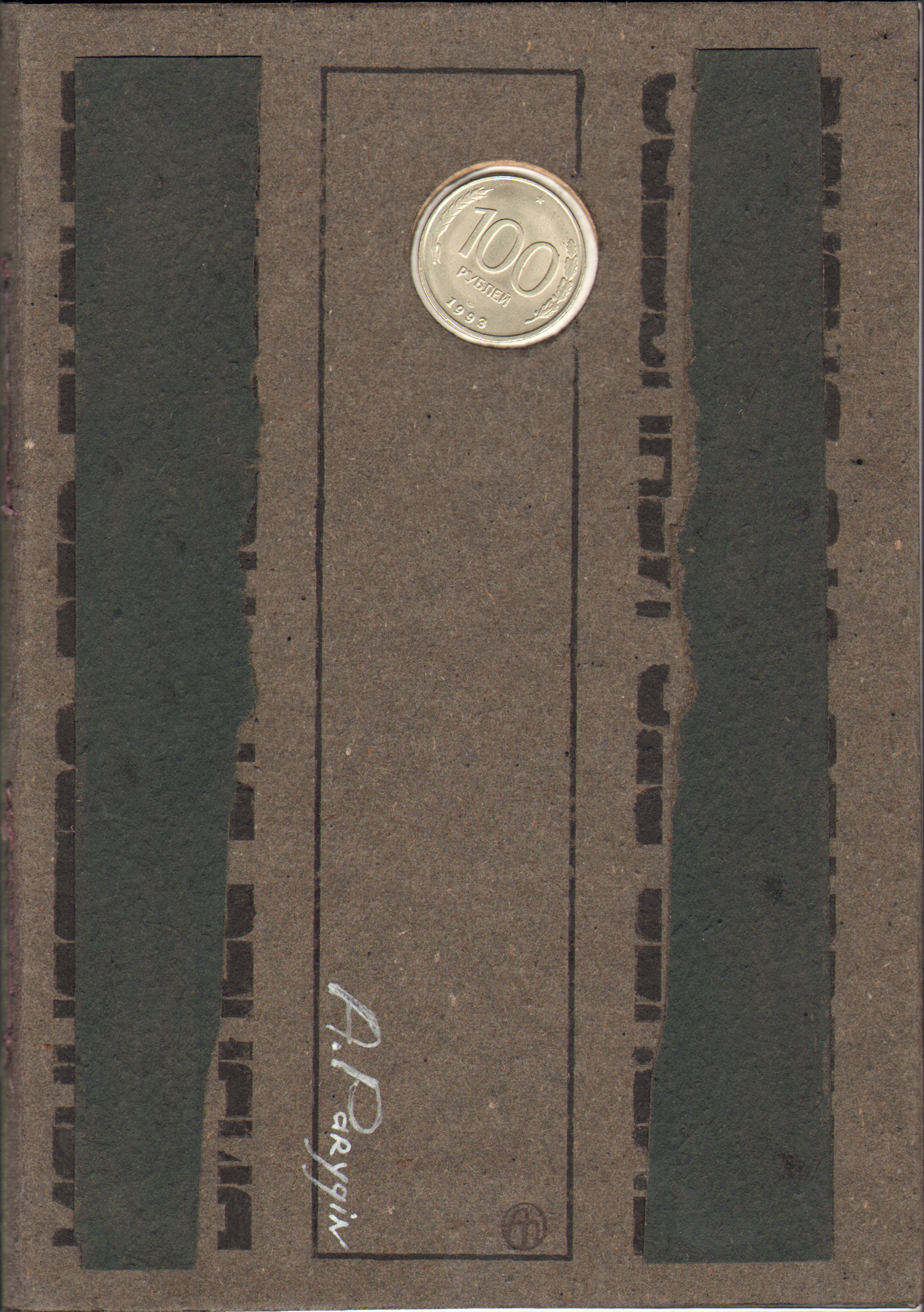
Книга художника Искусство это бизнес Бизнес это искусство (обложка). 2001
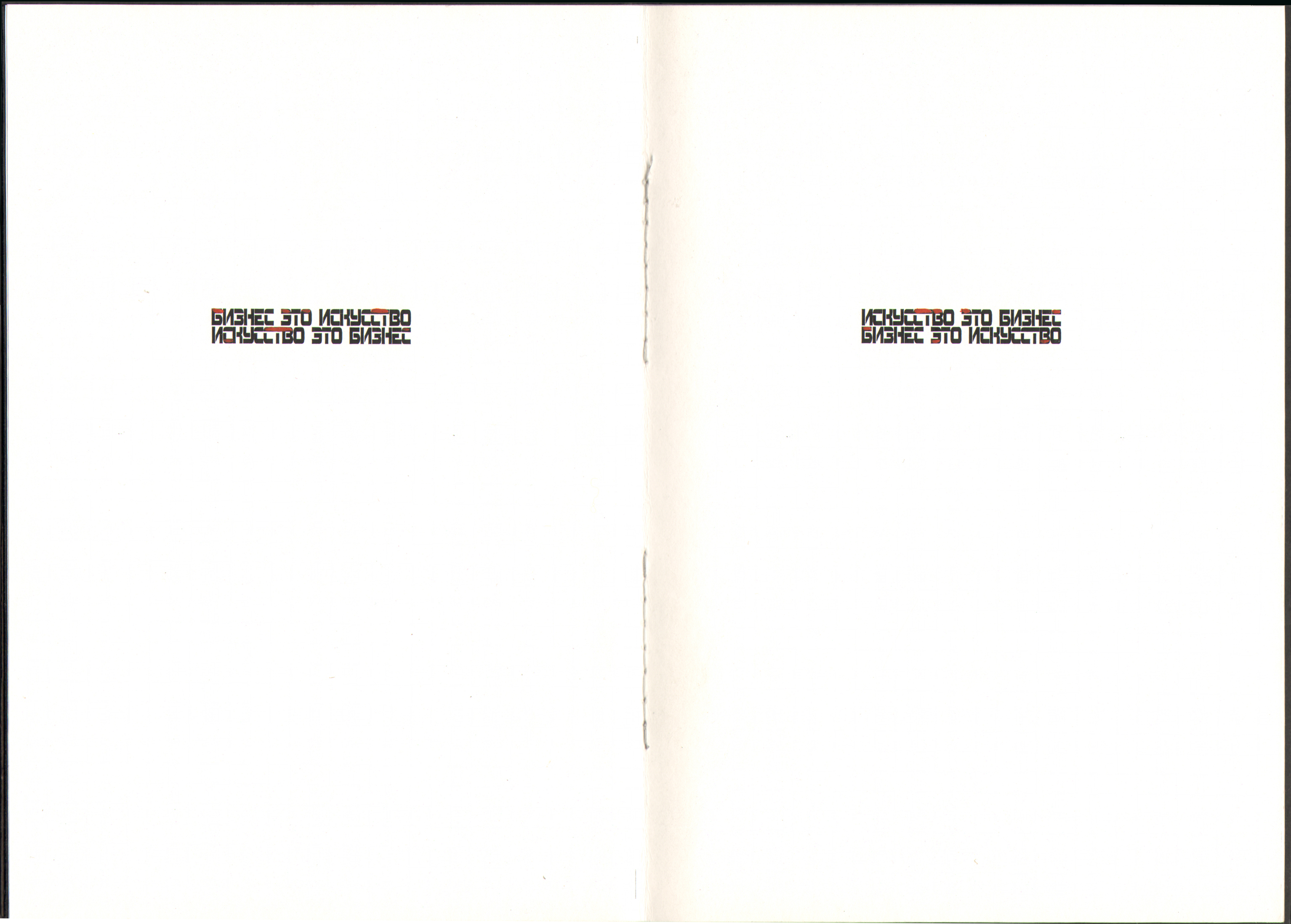
Книга художника Искусство это бизнес Бизнес это искусство (разворот). 2001
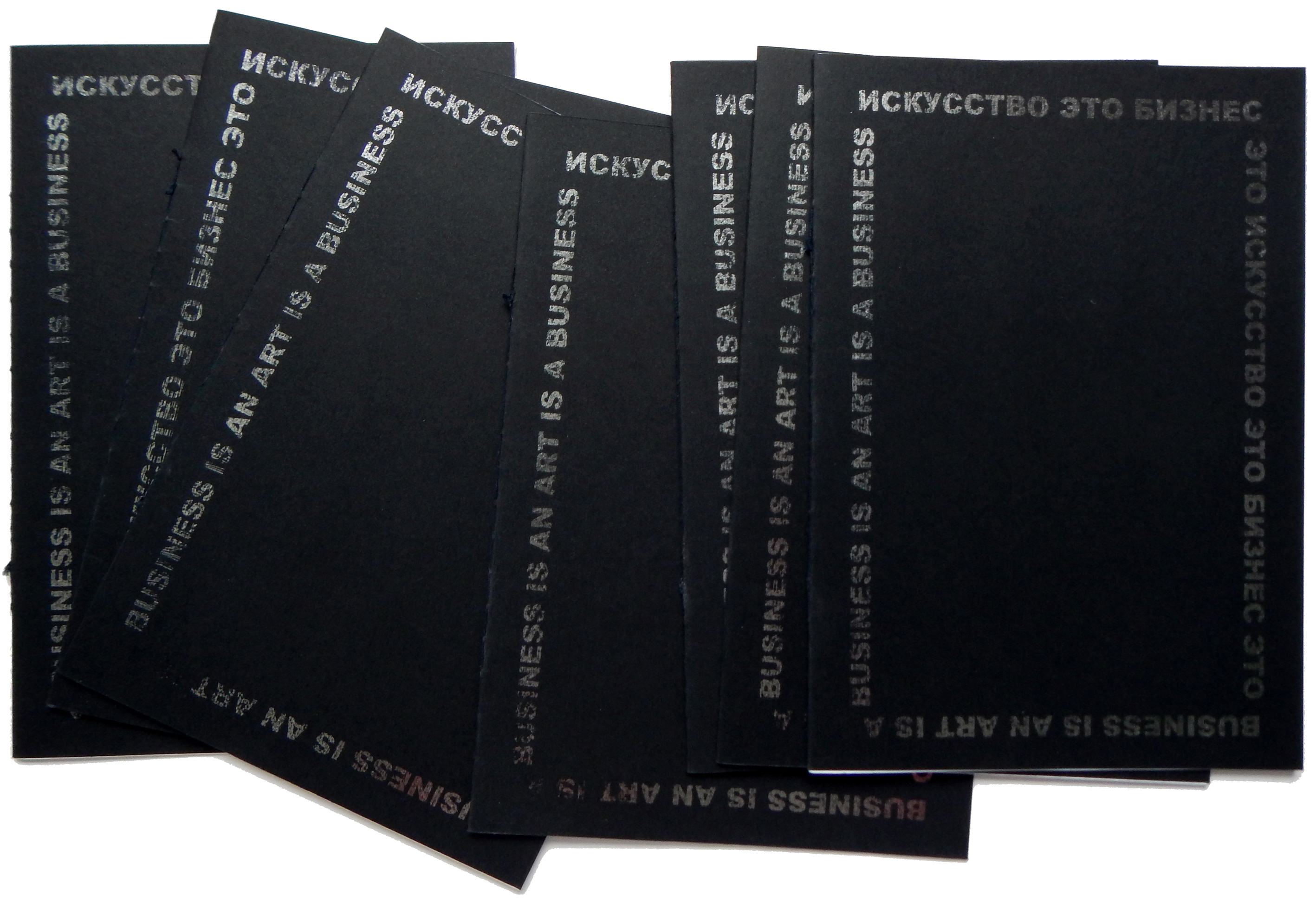
Книга художника Solar System Art (обложки). 2015
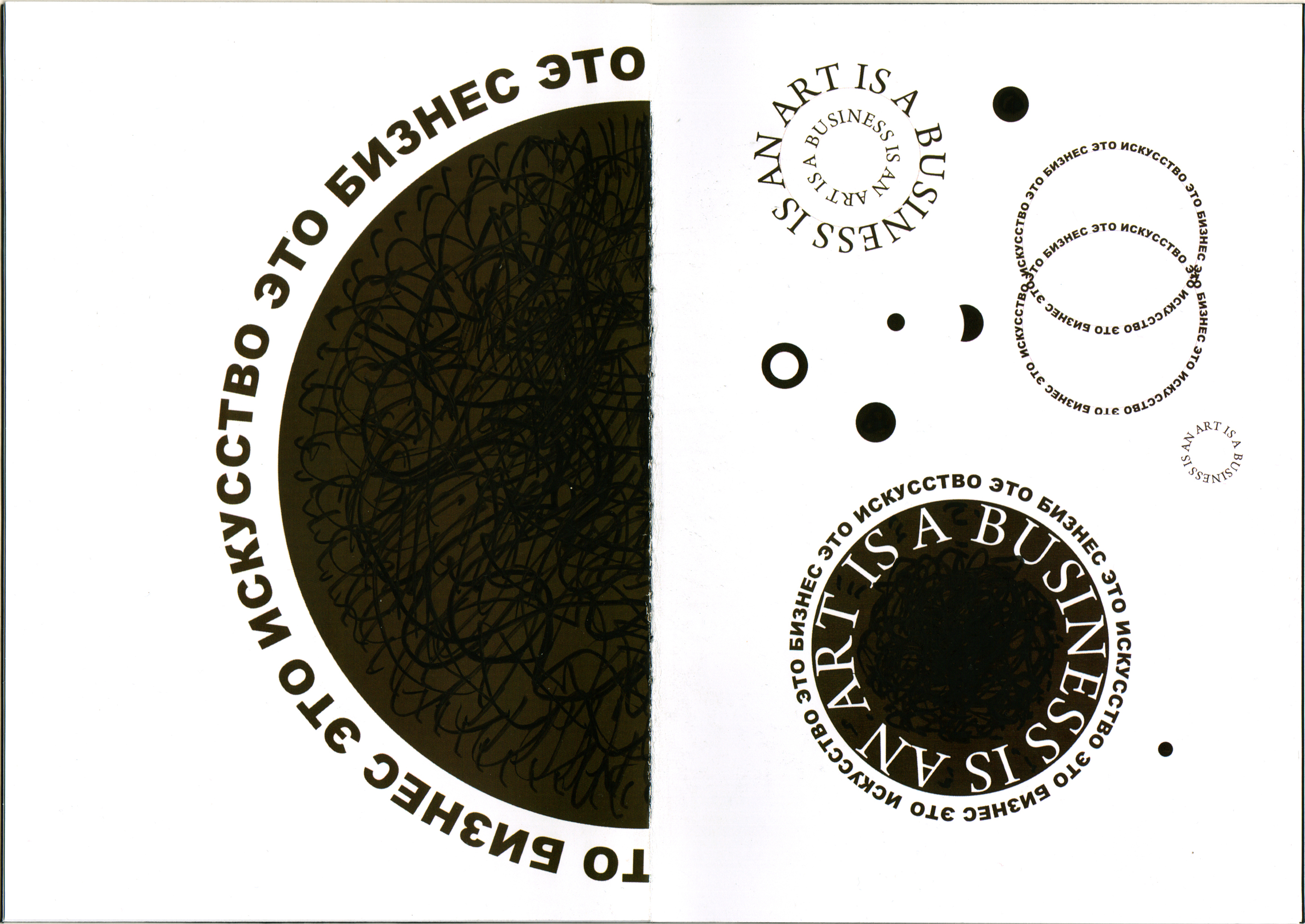
Книга художника Solar System Art (разворот). 2015
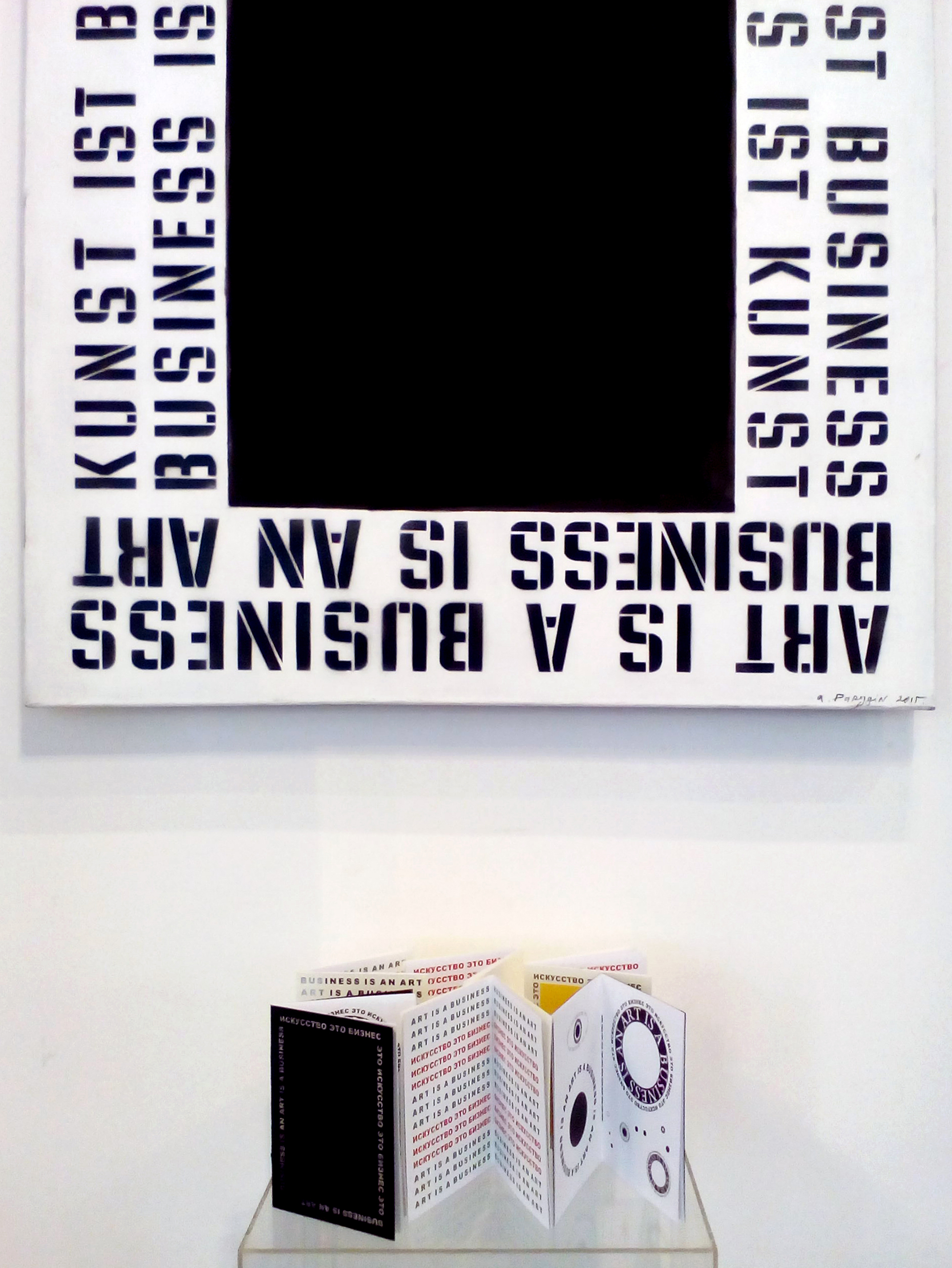
Искусство — это бизнес. Фрагмент экспозиции выставки. СПб. 2016
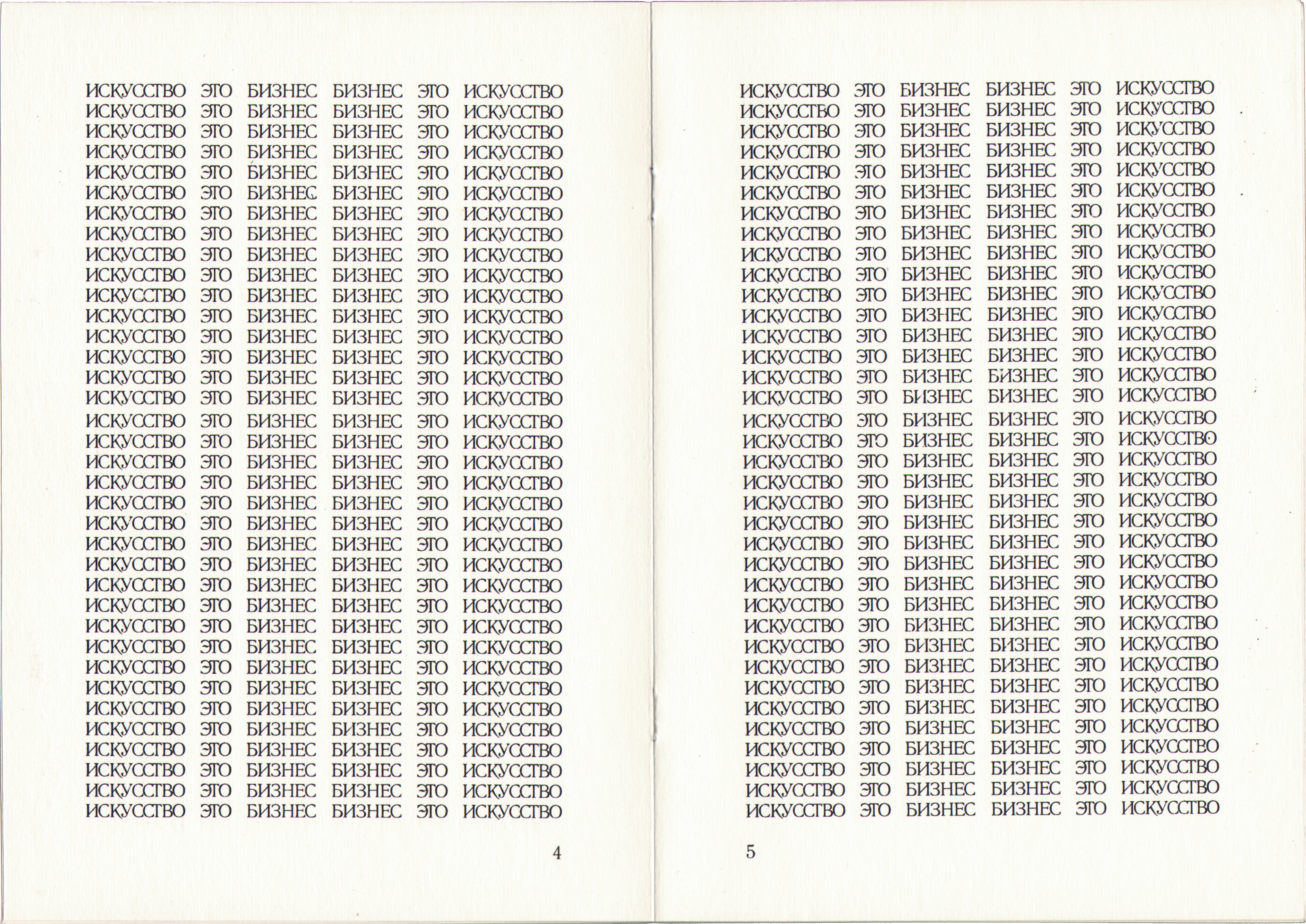
Книга художника/ Манифест 312/20 (разворот). 2000.
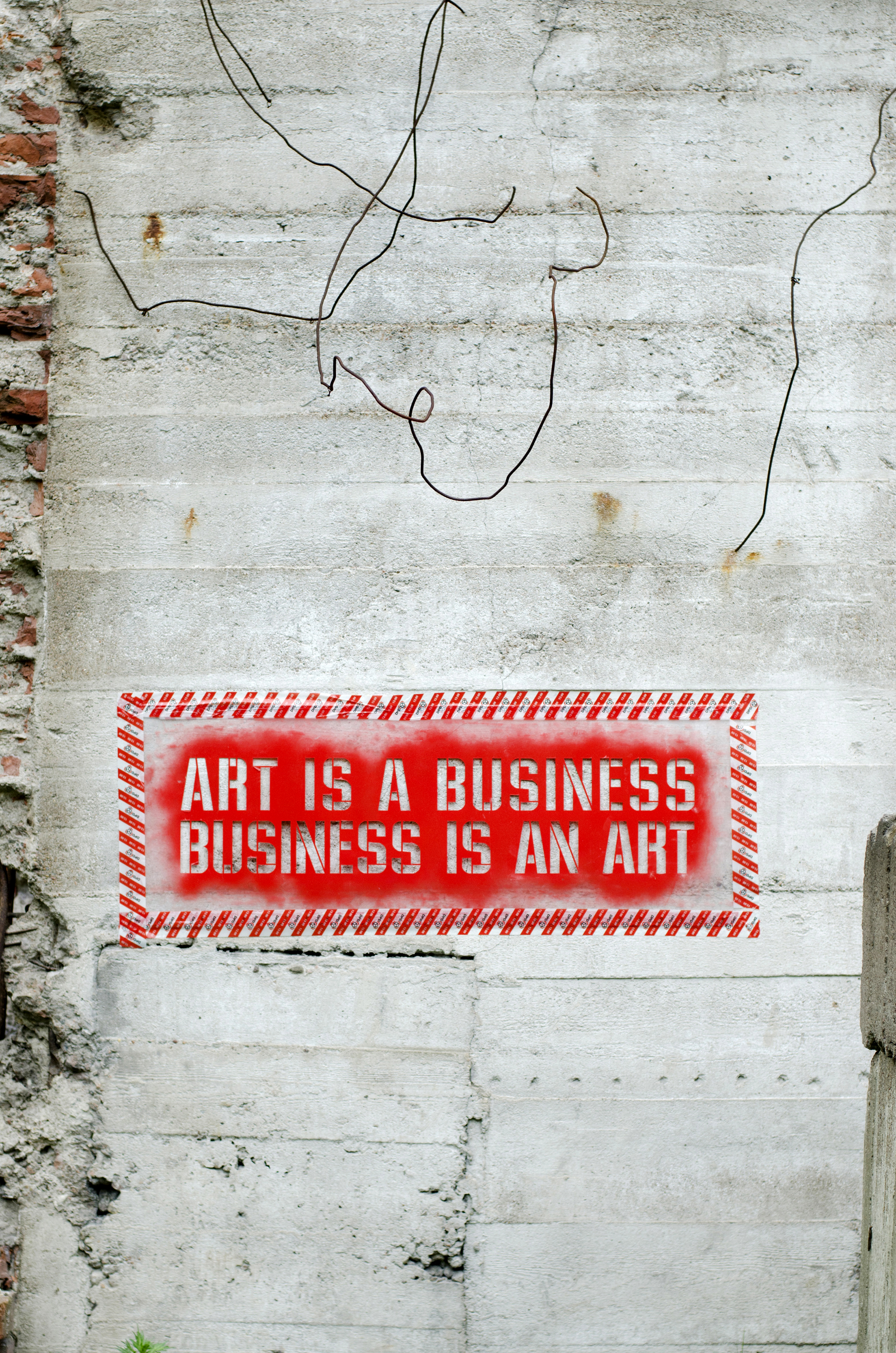
Art is Business Business is an Art. Граффити на стене. 2015

### Статьи
- Парыгин А. Б. Искусство как бизнес или что есть искусство? В сб. ст.: Экономика vs Искусство. Альманах Центра экономической культуры / под ред. Д. Кадочникова, А. Погребняка, Д. Раскова. — М., СПб.: Изд-во Института Гайдара; Центр экономической культуры, 2024. — 360 с. — С. 167-176. ISBN 978-5-93255-651-1
- Парыгин А. Б. Искусство это бизнес-проект // Экономика VS Искусство: сборник тезисов X Международной конференции[16]. — СПб.: Астерион, 2022. — 92 с. — С. 49-51. ISBN 978-5-00188-185-8
- Парыгин А. Б. Искусство — это бизнес (авторский комментарий к проекту). — Петербургские искусствоведческие тетради, выпуск 68, СПб.: АИС, 2022. — С. 248—254. ISBN 978-5-906442-32-1
- Парыгин А. Б. Созерцание денег (авторский комментарий к проекту). — Петербургские искусствоведческие тетради, выпуск 68, СПб.: АИС, 2022. — С. 260—265. ISBN 978-5-906442-32-1
- Парыгин А. Б. Искусство это бизнес Бизнес это искусство/ Буклет к выставке. — СПб. — 2015.
- Благодатов Н. Искусство — это поиск, поиск — это искусство. — Нева, № 2, 2002. — С. 253—255.

### Каталоги
- «13». Академия бессмертных/ Каталог выставки. Авт. вст. ст.: Благодатов Н. СПб.: Знакъ. — 2023. — 100 с., ч.б. ил. — С. 64—65.
- Парыгин А. Б. Искусство это бизнес / Бизнес это искусство (буклет к выставке). — СПб.. — 2015.
- Бойс, Йозеф Бойс — мой Бойс (каталог выставки в МСИИД). Авт. вст. ст.: И. Введенский. Ростов-на-Дону, 2014. — 60 с., цв. ил. — С. 20-21.
- Kunst ist Geschäft / Die Verwandlung. 25 Jahre russische Künstlerbücher 1989—2013. LS collection Van Abbemuseum (каталог выставки). Авт. вст. ст.: Antje Theise, Klara Erdei, Diana Franssen. Eindhoven, 2013. — 120 с., цв. ил. — С. 64-65[17]. ISBN 978-90-79393-11-4
- Петербург 2000. Авт. вст. ст.: Л. Скобкина. СПб.: ЦВЗ Манеж. — 2001. — 63 с., ил.

## Выставки (выборочно)
- Современная книга художника. — Отдел эстампов и фотографий РНБ. Санкт-Петербург. 4 декабря 2023 — 28 февраля 2024[18][19][20].
- «13». Академия бессмертных. — Артмуза. Санкт-Петербург. 03 февраля — 04 апреля 2023[21][22].
- Искусство/Бизнес. — Пространство на Малой Посадской. Институт философии человека РГПУ им Герцена. — Санкт-Петербург. 12 сентября — 22 октября 2022[23].
- Современный миф — Персональный миф / Вторая Балтийская биеннале искусства книги. — Музей Анны Ахматовой. Санкт-Петербург. 10 августа — 4 сентября 2016.
- Искусство это бизнес / Бизнес это искусство. — Невский 20 (ротонда). — Санкт-Петербург. 17 июня — 17 июля 2015[24][25].
- 2-я Независимая международная биеннале графики. ЦВЗ Манеж. — Санкт-Петербург. 25 июня — 19 июля 2004.
- Петербург 2000. ЦВЗ Манеж. — Санкт-Петербург. 8 — 28 января 2001.
- Искусство — это бизнес. — ЦВЗ Манеж. — Санкт-Петербург. 2000.

## Видеосюжеты
- В Петербурге стартовала выставка о бизнесе в искусстве. Телеканал Санкт-Петербург. 2015, 18 июня.
- Opening of the Exhibition. ART IS A BUSINESS / BUSINESS IS AN ART / СПб / Невский 20. Снято статичной камерой. Хронометраж: 29 минут. 2015, 17 июня.